# Hanns-Eberhard Schleyer

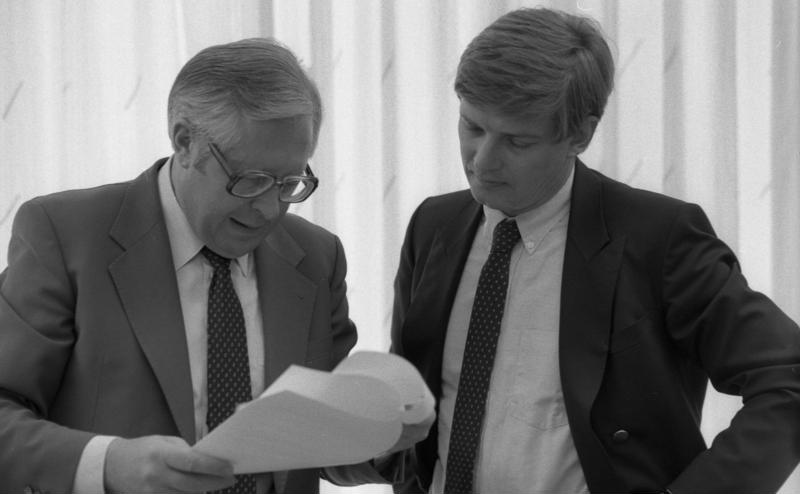
Schleyer (rechts) und Bernhard Vogel (1982)

Hanns-Eberhard Schleyer (* 1. November 1944 in Prag, Protektorat Böhmen und Mähren) ist ein deutscher Rechtsanwalt und Verbandsfunktionär.

## Leben
Schleyer ist der älteste Sohn Hanns Martin Schleyers. Er wuchs in Stuttgart auf und studierte nach dem Abitur ab 1964 Rechtswissenschaft an der Ruprecht-Karls-Universität Heidelberg und der Ludwig-Maximilians-Universität München. 1964 wurde er im Corps Suevia Heidelberg aktiv, dem auch sein Vater angehörte.  Seit 1968 Referendar, war er 1971 Vorortsprecher des Kösener Senioren-Convents-Verbands. Nachdem er 1973 das Zweite Juristische Staatsexamen bestanden hatte, arbeitete er zunächst ein Jahr in der Anwaltskanzlei Mudge, Rose, Guthrie & Alexander in New York City und anschließend von 1974 bis 1978 bei der Kanzlei Haver und Mailänder in Stuttgart. 
Am 5. September 1977 erfuhr Hanns-Eberhard Schleyer, zunächst aus den Radionachrichten, von der Entführung seines Vaters. Am 15. Oktober 1977 beantragte er im Namen seines Vaters beim Bundesverfassungsgericht den Erlass einer Einstweiligen Anordnung, um die Bundesregierung und die beteiligten Landesregierungen zu zwingen, auf die Forderungen der Entführer seines Vaters einzugehen und damit dessen Leben zu retten. Der Antrag wurde abgelehnt.
Als CDU-Mitglied war Schleyer 1978–1981 als Staatssekretär Beauftragter des Landes Rheinland-Pfalz beim Bund. Danach war er bis 1988 Chef der Staatskanzlei Rheinland-Pfalz. In dieser Funktion befürwortete er Gnadengesuche von ehemaligen RAF-Terroristen.
Von 1989 bis Ende 2009 war Schleyer Generalsekretär des Zentralverbandes des Deutschen Handwerks. Am 1. Januar 2010 wurde er von Holger Schwannecke abgelöst. Seit November 2008 ist er für die Kanzlei WilmerHale in Berlin tätig. Schleyer gehörte 2002 der Hartz-Kommission an. 
Schleyer ist verheiratet und hat fünf Kinder.

## Mitgliedschaften
- Seit April 2008 Kuratoriumsvorsitzender des Kinderhilfswerks Plan International Deutschland
- Seit dem 12. Oktober 2011 Mitglied des Nationalen Normenkontrollrats[5]
- Des Weiteren ist er Mitglied des Kuratoriums der Deutschen Stiftung Denkmalschutz.[6]
- Seit 2013 Vorsitzender des Deutsch-Aserbaidschanischen Forums.